# Erich Heinzig
Erich Heinzig (* 21. November 1902 in Limbach; † 22. Oktober 1991 in Rahden, Westfalen) war ein deutscher Unternehmer und Erfinder. Erich Heinzig gründete im Jahre 1952 die Firma Erich Heinzig Maschinen und Apparatebau in Rahden.
Bereits 1948 legte er den Grundstein dafür. Das in Rahden (Kreis Minden-Lübbecke) beheimatete Unternehmen firmiert heute unter dem Namen Heinzig Metalltechnik GmbH und ist ein führendes Unternehmen im Zulieferbereich.

## Leben und Werk
Heinzig hatte den Beruf des Ingenieurs gelernt und ausgeübt. 1948 begann er mit der Entwicklung und Konstruktion der ersten vollautomatischen Kartoffellegemaschine. Diese stellte er in der Nähe von Hamburg im Jahre 1949, auf dem Vorläufer der heutigen Agritechnica, der Öffentlichkeit vor. Es folgten weitere Patente im Bereich der Agrartechnik und der Büromöbelindustrie. Anfang der 1960er Jahre verwandelte sich das Unternehmen immer mehr zu einem führenden Zulieferer im Bereich Metall. Heute ist die Firma Heinzig Metalltechnik GmbH ein Dienstleister im Bereich Blech- und Profil. Das Unternehmen beschäftigt ca. 100 Mitarbeiter in Produktion und Verwaltung.

## Erfindungen und Patente
Zu seiner ersten Erfindung gehörte die vollautomatische Kartoffellegemaschine (Veröffentlichungs-Nummer: DE000000895842B). Es folgten weitere Erfindungen wie der Elektrische Verdampfer für Geruchsstoffe oder Insektizide (AT000000197543B) oder Tortenheber (DE000001823453U).
- Skizze der ersten vollautomatischen Kartoffellegemaschine
- Skizze des Tortenhebers
- Skizze des Verdampfers

Die Neuerung bezieht sich auf einen Tortenheber. Bei den bekannten Tortenhebern besteht die Schwierigkeit, größere Torten- oder Kuchenstücke nach dem Aufnehmen in Aufnahmestellung auf den Teller zu bringen. Meistens fällt das Torten- oder Kuchenstück um oder es muss eine Gabel oder ein Löffel zur Hilfe genommen werden, um das Tortenstück vom Tortenheber zu entfernen.

## Familie
Erich Heinzig war in zweiter Ehe mit Hildegard Heinzig, geb. Bresel, verheiratet. Sie stand dem Unternehmen bis zum 1. November 2005 vor. Erich Heinzig hat zwei Kinder:
- Gisela Heinzig
- Günter Heinzig († 1981)

Seit dem 1. November 2005 wird das Unternehmen von seinem Enkelsohn Mario Heinzig in der dritten Generation geleitet.